# ایو (استلار بلید)
ایو (انگلیسی: Eve؛ کره‌ای: 이브) شخصیت اصلی و پروتاگونیست بازی ویدئویی استلار بلید از سال ۲۰۲۴ است که توسط توسعه‌دهنده بازی شیفت آپ معرفی و توسط کیم هیونگ-تائه خلق شده است. ایو سربازی است که از یک ایستگاه فضایی به نام «مستعمره» برای کمک به نجات بشریت فرستاده شده است، که در حال مبارزه با موجوداتی به نام نایتیبا هستند که بر زمین غلبه کرده‌اند. صداپیشگی او در زبان انگلیسی توسط ربکا هانسن، و در زبان کره‌ای توسط اوه یئون-سئو انجام می‌شود. در همین حال، بدن او بر اساس مدل کره‌ای شین جائه-یون با استفاده از اسکن سه‌بعدی از بدنش ساخته شده است.
ایو در اولین حضورش با استقبال متفاوتی روبرو شد، برخی او را به عنوان شخصیتی تحسین کردند که به سرعت به نماد قهرمان‌های زن مشابه تبدیل شده است، در حالی که برخی دیگر او را به عنوان شخصیتی ملایم و کم‌شخصیت مورد انتقاد قرار دادند. بخش قابل توجهی از بحث‌ها حول جذابیت جنسی و سکسی‌بودن او در زمینه نگاه مردانه می‌چرخید، اما همچنین موضوع بدن او که مستقیماً از شین جائه-یون الگوبرداری شده است، و اینکه وقتی که این زمینه در نظر گرفته شد، چقدر انتقادها منصفانه بود. علاوه بر این، طراحی شخصیت و انواع لباس‌های او، و همچنین جذابیت جنسی و اینکه چگونه تصویر او روی بازی تأثیر گذاشته است، نیز به شدت مورد بحث و بررسی قرار گرفته است.

## مفهوم و طراحی
ایو توسط کیم هیونگ-تائه، خالق استلار بلید به عنوان قهرمان بازی خلق شد. هنگام طراحی، او شخصیتی می‌خواست که منعکس‌کننده سبکی باشد که او در حین کار روی عناوین قبلی خود ایجاد کرده بود. در حالی که او می‌خواست اطمینان حاصل کند که ایو خیلی از دنیای بازی متمایز نباشد، البته تضاد او با آن در همان زمان برای ایجاد حس ناراحتی در بازیکن ایجاد شد. علاوه بر این، لباس‌های متنوعی برای این شخصیت اضافه شدند تا او در بازی بپوشد تا به «جذابیت» او کمک کند، در حالی که انیمیشن‌های او بر اساس باله و ژیمناستیک ساخته شدند تا حسی متفاوت از قهرمان‌های مرد که در رسانه‌های دیگر دیده می‌شوند به او بدهد. در حالی که چهره او توسط تیم توسعه ساخته شده است، بدن ایو بر اساس مدل کره‌ای شین جائه-یون با استفاده از اسکن‌های سه بعدی ساخته شد. هنگامی که از کیم پرسیده شد چرا آنها به‌طور خاص او را انتخاب کردند، کیم پاسخ داد که در حالی که زیبایی ذهنی بود، آنها می‌خواستند چیزی را ایجاد کنند که احساس می‌کردند «جذاب‌ترین بدن برای کاربر به نظر می‌رسد».

## حضور
ایو برای اولین بار در بازی ویدیویی استلار بلید در سال ۲۰۲۴ حضور یافت، جایی که او و تیمش از ایستگاه فضایی مستعمره مستقر شدند تا با موجوداتی به نام نایتیبا که زمین را زیر پا گذاشته و بیشتر بشریت را از آن رانده‌اند، مبارزه کنند. در نهایت، او با یک بازمانده به نام آدام ملاقات می‌کند که او را به زاین، آخرین شهر بازمانده بشریت روی زمین می‌برد. ایو سپس با اورکال بزرگ، و با ساکنان زاین ارتباط برقرار می‌کند تا به مأموریت خود برای نجات بشریت و بازپس‌گیری زمین ادامه دهد. در طول راه، او با یک تکنسین به نام لیلی دوستی برقرار می‌کند، در حالی که برخی از افرادی که ایو با آنها ارتباط برقرار می‌کند، او را فرشته‌ای از بهشت می‌دانند که قصد نجات آنها را دارد.
با پیشروی داستان، ایو متوجه می‌شود که هوش مصنوعی به نام «Mother Sphere» که او را فرستاده است، به او دروغ گفته بود و به جای انسان بودن، او در واقع از نژاد اندرویدی به نام «Andro-Eidos» می‌آید که توسط بشر در کنار Mother Sphere ساخته شده‌اند. Mother Sphere قبل از وقایع بازی جنگی علیه بشریت به راه انداخت و انسان‌ها را مجبور به پناه گرفتن به زیرزمین کرد، جایی که آنها روی خود آزمایش کردند و برای نجات خود به نایتیبا تکامل یافتند. هنگامی که او با یک نایتیبای بزرگ که دیگران را خلق کرده است روبرو می‌شود، متوجه می‌شود که او آدام است. او پیشنهاد ادغام با ایو را برای کمک به بازسازی نژاد بشر می‌دهد و بازیکن با انتخابی مواجه می‌شود که می‌تواند آن را بپذیرد یا رد کند.
اگر این پیشنهاد رد شود، ایو با آدام مبارزه می‌کند که در نهایت آدام به یک هیولا تبدیل می‌شود تا شکست بخورد و پس از آن ایو و لیلی به مستعمره بازمی‌گردند. با این حال، اگر او پیشنهاد آدام را بپذیرد، پس از اینکه او را جذب می‌کند، ایو به موجودی جدید تبدیل می‌شود، سپس مستعمره کنترل لباس بیرونی لیلی را در دست می‌گیرد و به ایو حمله می‌کند. اگر ایو در طول بازی به حداکثر میل خود رسیده باشد لیلی از نابودی جان سالم به در خواهد برد، در غیر این صورت می‌میرد. پس از نبرد، پایان بازی Mother Sphere را نشان می‌دهد که سربازان دسته جمعی را علیه ایو می‌فرستد. اگر لیلی در برخورد قبلی بمیرد، بازی با این صحنه به پایان می‌رسد. با این حال، اگر او زنده بماند، یک صحنه اضافی عواقب ایو را نشان می‌دهد که همه آنها را شکست داده، و با لیلی به زاین برمی گردد تا به احیای آن کمک کند.

## تبلیغ و استقبال

در حالی که برخی از تأکید بر جذابیت جنسی انتقاد کردند، برخی دیگر مانند استیسی هنلی از The Gamer نحوه پیوند حرکات او را ستایش کردند و به عنوان مثالی برای نشان‌دادن او به عنوان «بی‌زحمت باحال» اشاره کردند.

برای تبلیغ این شخصیت و بازی، سونی انترتینمنت کازپلیرهایی را استخدام کرد تا این شخصیت را در رویدادهای پیش از انتشار در سنگاپور، هنگ کنگ و تایوان به تصویر بکشند. فیگورهایی در اندازه واقعی و مقیاس ۱/۴ نیز از ایو برای جشن افتتاح بازی ساخته شدند که توسط سازندگان کره‌ای سربرس پراجکت و فرنچدال ساخته شده است.
ایو برای اولین بار مورد استقبال متفاوت قرار گرفت. تایجیرو یاماناکا، نویسنده آتوماتون او را «دارای ویژگی‌های صورت نرم و هیکلی باریک اما خوش فرم» توصیف کرد، و احساس کرد «ظاهر ایو در برابر محیط پسا آخرالزمانی خارج از این دنیا جلوه داده شده است»، اما در عین حال در یک راستا با طراحی شخصیت‌های قبلی کیم بود. یکی از نویسندگان ای اسپروتس، ران میوت، مشارکت شین جائه-یون با طراحی این شخصیت را ستایش کرد و احساس کرد که او به ایو «زندگی دمید» و او را «به یاد ماندنی و پویا [...] آماده کرد تا تأثیری ماندگار بر بازیکنان بگذارد». درو سوانسون از گیم رنت در عین حال در مورد شباهت‌های ایو و 2B از نیئا: اتوماتا صحبت کرد، او گفت که اگرچه هر دو در ابتدا اندرویدهایی «بی‌تفاوت» بودند، شخصیت‌ها به روش‌های منحصربه‌فردی از هم جدا شدند و از این امر قدردانی کرد که آشکار شدن ایو به عنوان یک ماشین و در همین حال نگرانی وی از اینکه برخی او را به عنوان یک «فرشته» می‌بینند، به رشد شخصیت او کمک کرد.

## تجزیه و تحلیل طراحی شخصیت
بحث‌های متعددی پیرامون طراحی شخصیت ایو شکل گرفته است. در همین حال، آستین وود از گیمزریدار+ گفت که چندین لباس تأکید بیش از حد بر جذابیت جنسی ایو دارد که در تضاد با نمایش کلی بازی است و این امر نقش چندانی در شخصیت او نداشته است. با این حال، او در همان زمان اضافه کرد که از [بازی] هم علیرغم و هم گاهی به دلیل طراحی ایو بسیار لذت برد. او توضیح داد که در حالی که لباس‌های او اغلب ناخوشایند هستند، از طراحی اصلی‌اش قدردانی می‌کند، از جزئیات ظریف لذت می‌برد و احساس می‌کرد که بهترین لباس‌های بازی آن‌هایی هستند که مواد کافی برای «تزیین و برجسته کردن» ایو داشته باشند. ریچل کاسر از ونچربیت استدلال کرد که طراحی این شخصیت به اندازه کافی سکسی نیست، و استدلال می‌کرد که اگرچه جذابیت جنسی مانند سایر عناصر طراحی برای او جالب بود، بسیاری از لباس‌ها دارای عناصر طراحی بودند که با این زیبایی‌شناسی در تضاد هستند. در حالی که او احساس می‌کرد عناصری مانند لباس بدنی به خوبی کار می‌کنند، برخی دیگر که جنبه‌هایی مانند کراوات را در خود جای داده‌اند باعث می‌شوند لباس‌های دیگر انسجام نداشته باشند، و می‌گویند: «اگر می‌خواهی سکسی باشی، سکسی باش. اما نه اینطور مزخرفات مدِ آوانگارد».
در مقابل، لوی وینسلو از کوتاکو تنوع لباس‌ها را تحسین کرد و احساس کرد که بسیاری از آنها تناسب و تنوع رنگی خوبی دارند، و به ایو کمک کرده است تا به دلیل «راه رفتن با کفش‌های پاشنه‌دار به این راحتی» به یک نماد مد تبدیل شود و گفت: «اگر این باحال نیست، پس واقعاً چی دیگر؟». وینسلو در یک مقاله بعدی تجزیه و تحلیل کرد که چه تعداد از لباس‌های ایو شخصیت او او را تقویت کرده است. او توصیف کرد که چگونه لباس‌های دقیق‌تر و پوشش‌دهنده‌تر زیبایی شخصیت را از طریق تشویق کنجکاوی در مورد آنچه در زیر آن وجود دارد، افزایش می‌دهد، و مقایسه‌ای بین یک طراحی تحریک کننده و «سکسی» بودن به معنای وسوسه انگیز بودن از طریق عناصری مانند دیدن از طریق پارچه را عرضه می‌کند. به این ترتیب این لباس‌ها با انواع خود از پلی‌بوی مقایسه شدند که «با بدن‌هایشان سربه‌سر شما می‌گذارند» و در حالی که وینسلو نمی‌خواست یکی از گزینه‌ها را بر دیگری تقلیل دهد، برای او استدلال کردند که برهنگی آشکار جذابیت جنسی او را کاهش می‌دهد و اضافه کردند: «ایو از قبل سکسی بوده است. بگذارید لباس‌ها کمی فتنه ایجاد کنند.»
در همین حال، طرفداران به سراغ یک گزینه لباس خاص رفتند، «لباس پوستی» که ایو را با یک بدنه بژ دو رنگ تنگ با لوازم الکترونیکی مختلف در بالای آن می‌پوشاند. این لباس که در نسخهٔ نمایشی بازی قابل باز شدن است، تنها لباسی است که می‌تواند روی گیم پلی شخصیت تأثیر بگذارد، زیرا قابلیت‌های دفاعی او در حین استفاده از آن به شدت کاهش می‌یابد. با این حال، در نتیجه، بازیکنان از آن به عنوان ابزاری برای افزایش سختی بازی به عنوان یک چالش استفاده کردند. لوی وینسلو تصدیق کرد که چگونه این لباس در رسانه‌های اجتماعی منتشر شده است و اظهار داشت که این واکنش با وجود جنبه «زیبایی درد است» تعجب آور نبود و آن را با تکنیک برداشتن دامن 2B از نیئا: اتوماتا مقایسه کرد.

## یادداشت
1. 1 2  Shin Jae-eun
2. ↑  Angel
3. ↑  7th Airborne Squad
4. ↑  Hyung-Tae Kim
5. ↑  Rebecca Hanssen
6. ↑  Colony
7. ↑  Naytiba
8. ↑  Xion